# فرودگاه صحرایی مینت من
فرودگاه صحرایی مینت من (به انگلیسی: Minute Man Air Field) یک فرودگاه همگانی بهره‌برداری هوایی است که یک باند فرود آسفالت دارد و طول باند آن ۸۴۴ متر است. این فرودگاه در شهر استو، ماساچوست کشور ایالات متحده آمریکا قرار دارد و در ارتفاع ۸۲ متری از سطح دریا واقع شده‌است.